# Carrioncillo
Carrioncillo, también conocido como Carrión de Medina, es un lugar despoblado español de la provincia de Valladolid, comunidad autónoma de Castilla y León. Está situado a orillas del río Zapardiel. Su término limitaba al norte con Torrecilla del Valle; al sur con El Campillo; al este con Rodilana y Rueda y al oeste con Villaverde de Medina.
Su origen se remonta a la repoblación acaecida en el siglo XI, en este caso con familias de origen palentino, como ocurrió con Dueñas de Medina. El lugar se incorporó al municipio de Villaverde de Medina tras la ley de ayuntamientos de 1845 de Isabel II. Sus últimos habitantes marcharon a vivir a Villaverde. 
Sus descendientes quisieron perpetuar el recuerdo del lugar de Carrioncillo para lo que se consiguieron dos cosas importantes: restaurar la iglesia y trasladar los restos de los difuntos al cementerio de Villaverde. Solo queda en pie y restaurada la iglesia de Santa María convertida en ermita; en su entorno, ruinas y paredones.

## Toponimia
Su topónimo, tanto Carrión de Medina como Carrioncillo —diminutivo del primero—, deriva de la raíz prerromana karr- = piedra o roca, más el sufijo aumentativo románico, dando al término el significado de roquero o peñasco. Otras teorías señalan que procede de caryon = nuez pequeña de extrema dureza, o del vasco gari-on = trigo bueno.

## Geografía
Ubicación
Carrioncillo está situado al suroeste de la provincia de Valladolid, junto al río Zapardiel. Su territorio está representado en la hoja MTN50 (escala 1:50 000) 399 del Mapa Topográfico Nacional.
| Noroeste: Torrecilla del Valle | Norte: Torrecilla del Valle | Noreste: Torrecilla del Valle |
| Oeste: Nava del Rey            |                             | Este: Medina del Campo        |
| Suroeste Villaverde de Medina  | Sur: Dueñas de Arriba       | Sureste: Dueñas de Abajo      |

Orografía y paisaje
El lugar se encuentra en la zona central de la cuenca del Duero, aproximadamente a 720 m s. n. m., y su entorno se caracteriza por un paisaje ondulado y aterrazado; por un lado la campiña alomada situada entre el río Zapardiel y el arroyo del Monte y por otro la vega fluvial del primero, que presenta un fondo de valle llano y laderas de orientación este y oeste. La vegetación es prácticamente inexistente y en su territorio predomina la actividad agrícola de secano. Edafológicamente, en sus suelos se encuentran sedimentos de origen Terciario y Cuaternario: arenas limosas y gravas en el fondo de valle, fangos gris verdosos y pardos con suelos calcimorfos y costras calcáreas, y cantos y gravas en las zonas altas de las terrazas.

## Historia
Su origen se remonta a la Edad Media; en la primera mitad del siglo X, y gracias al avance cristiano hacia el sur, se produjo desde Tordesillas una primera repoblación de la zona, pero las campañas bélicas de Almanzor provocaron una nueva despoblación. Gracias a la campaña de Alfonso VI de León, durante la cual conquistó Toledo en 1085, tuvo lugar la repoblación definitiva de la zona con el surgimiento, hacia 1070-1080, de Medina del Campo, y a lo largo del siglo XII se produjeron  las primeras menciones de localidades de su entorno. En el caso de Carrioncillo, su repoblación tuvo lugar con gentes llegadas de Palencia, lo que se deduce del topónimo. 

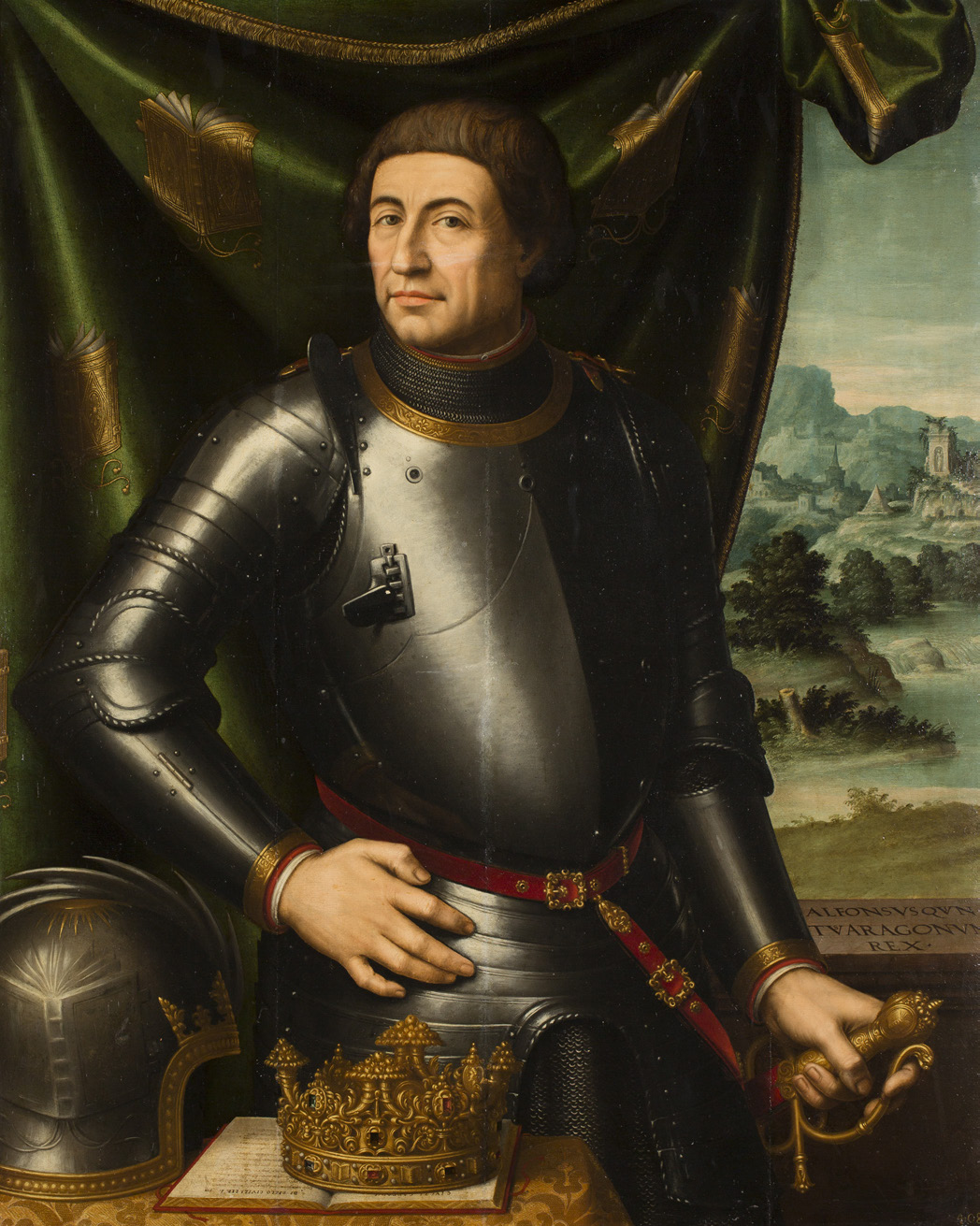
Retrato del monarca Alfonso V de Aragón, quien pasó su infancia en Carrioncillo

A finales del siglo XIV ya existía la casa-palacio propiedad del infante de Castilla Fernando de Trastámara, futuro rey de Aragón que por entonces era tenente de Medina del Campo. En este lugar pasó su infancia y mocedad su primogénito Alfonso —nacido en Medina del Campo—, que llegó a ser Alfonso V de Aragón. Las noticias sobre la estancia en el palacio de Carrioncillo del joven Alfonso han llegado a los historiadores a partir de las Epístolas familiares escritas por fray Antonio de Guevara. Según narra, cuando Alfonso V se encontraba en Nápoles, rodeado de cortesanos y grandes hombres que elogiaban las cualidades de las ciudades de Roma, Venecia, Florencia y Milán, respondía con nostalgia:

«Leo y apruebo ser eso todo bueno; más yo para mi más querría hallarme en Carrioncillo.»

 El mismo fray Antonio explica a continuación: «Carrioncillo es una aldehuela pajiza una legua de Medina del Campo, a do el buen rey, siendo niño, se crio, y siendo mozo, residió.»
En época de los Reyes Católicos la casa se mantenía como pabellón de caza; cuando Fernando el Católico enviudó volvió a este sitio con su nueva esposa, Germana de Foix. La leyenda dice que estando en este paraje Germana le consiguió un brebaje afrodisíaco que en teoría facilitaría sus relaciones con la reina —mucho más joven— con el fin de tener descendencia. El brebaje dio lugar a una intoxicación de la que Fernando no se recuperó jamás. Según Anastasio Rojo Vega —catedrático y profesor de Historia de la ciencia de la Universidad de Valladolid—, en 1589 se edificó en Carrioncillo una casa para el monasterio de San Andrés de Medina del Campo.
Ya en el siglo XIX, Sebastián Miñano, en su Diccionario geográfico y estadístico de España y Portugal (1826-1829), señalaba que era villa de realengo (la denomina Carrión de Medina) perteneciente a la provincia y obispado de Valladolid y al partido de Medina del Campo. Su población era de siete vecinos, 30 habitantes. Lo sitúa en un paraje descubierto, saludable y elevado, cuyo terreno producía granos, vino y fruta. La industria se reducía al ganado lanar, vacuno y cabrío y a un molino harinero.
A mediados del mismo siglo, el diccionario geográfico de Madoz describe Carrioncillo con el nombre de Carrión de Medina, con Ayuntamiento en la provincia y diócesis de Valladolid y partido judicial y vicaría general de Medina del Campo. Lo sitúa en una cuestecilla a orillas del río Zapardiel. Dice que tenía diez casas de un solo piso con dependencias propias para la agricultura, principal fuente de ingresos y da las cifras de «6 vecinos y 27 almas» en relación con el número de habitantes. La tierra bañada por el Zapardiel era bastante fértil y según Madoz se sembraba trigo, cebada, algarrobas garbanzos y viñas. Tenían ganado lanar y caballerías propias para el trabajo. El río cercano proporcionaba pesca abundante de barbos y sanguijuelas. En el término había caza de ave fría y patos silvestres. Madoz dice que la iglesia parroquial se hallaba en estado ruinoso hasta el punto que solo se empleaba una mitad del edificio. Entre la iglesia y las casas existía una pequeña alameda de cuyos árboles se beneficiaban los vecinos para construir sus aperos de labranza y que ha subsistido hasta el siglo XXI.
A finales del siglo XIX, el historiador Juan Ortega Rubio notifica que Carrioncillo, junto con Romaguitardo y Dueñas de Medina, eran administrativamente aldeas que pertenecían a Villaverde de Medina. El Catastro de Ensenada —1751 y 1752— les daba el título de «lugares». Carrioncillo junto con Dueñas formaba una parroquia cuya iglesia, dedicada a Santa María, estaba ubicada en Dueñas. Este autor hace referencia también al palacio como lugar donde se crio Alfonso V de Aragón.
Su demografía fue en declive hasta llegar a finales del siglo XX en que el abandono del lugar era total. A principios del siglo XXI se restauró la iglesia y su entorno, donde se celebran los actos religiosos y lúdicos de una romería que se organiza los primeros días de mayo desde Villaverde de Medina.

## Patrimonio

### Casa-palacio

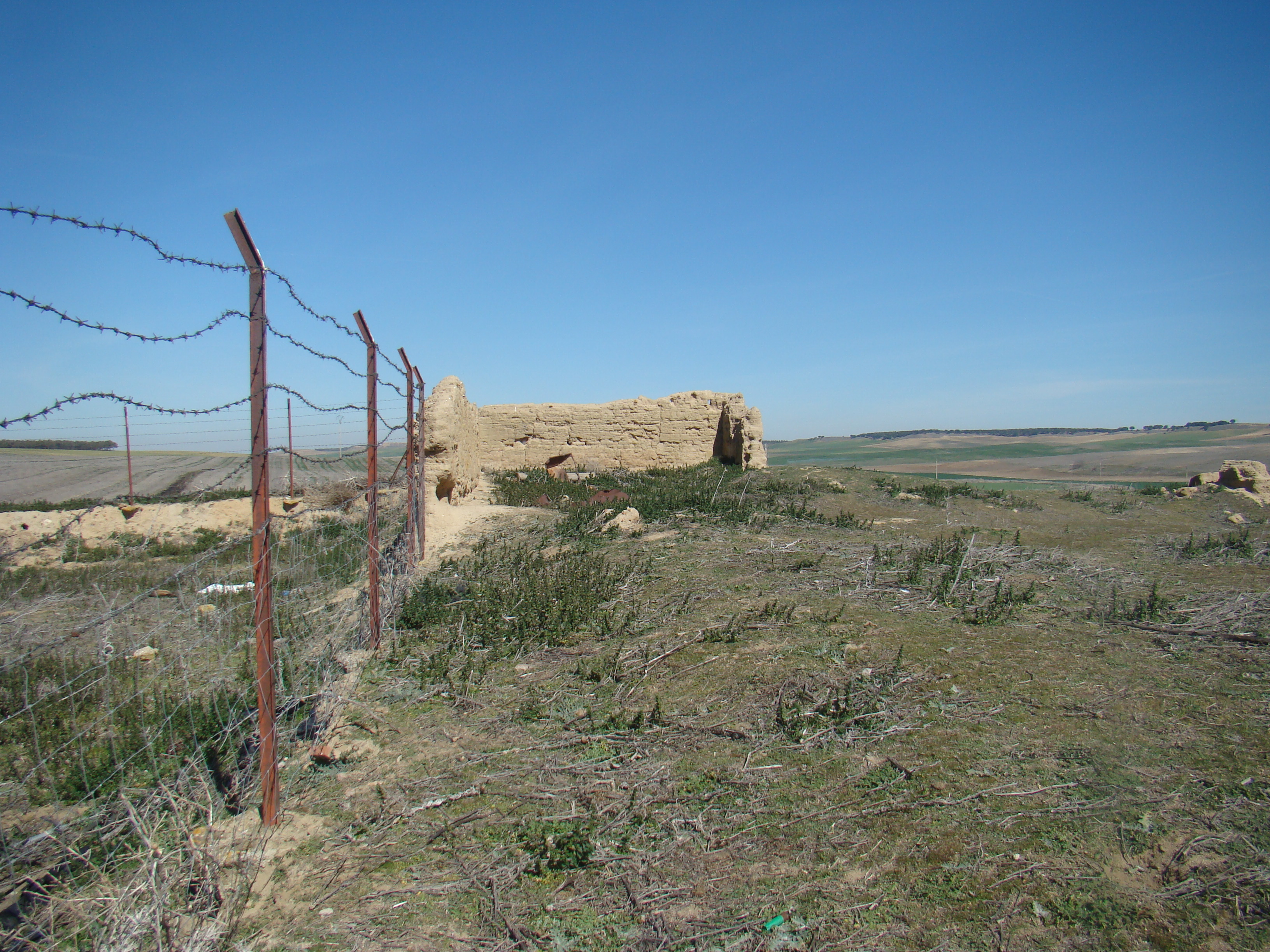
Uno de los paredones de calicanto que quedan en pie. Pudiera ser parte de la torre del palacio, único resto existente en 2015

La casa-palacio rural de Fernando de Trastámara siguió en pie durante el siglo XVI. A finales de este siglo, en 1585, el palacio pertenecía entre otras muchas posesiones al duque de Maqueda y marqués de Elche. La casa debía estar en muy mal estado pues se requiere una profunda reparación para lo cual se pide a los hermanos Juan y Bernal de Fuentes, carpinteros y albañiles de Medina del Campo, que hagan un estudio y evaluación de los daños a reparar. Los maestros hicieron una descripción del edificio puntualizando el estado en que estaban cada una de las estancias y las reparaciones que serían precisas. Gracias a esta descripción se sabe que el edificio tenía dos plantas con su zaguán en la fachada principal. En la trasera tenía una galería con balaustrada y tres balcones que miraban al río Zapardiel. Tenía capilla y en el entresuelo había varios aposentos. En su recinto había una huerta, caballerizas y una alameda.
El informe de los hermanos de Fuentes termina con lo siguiente:

Todo lo qual q dho es e cada una cosa e parte dello los dhos Bernal de Fuentes e Juan de Fuentes vieron e tasaron e juraron por dios ... q de los dhos reparos tiene estrema nezesidad e costara lo que ba declarado a justa e común estimazion poco mas o menos y que es necesario con brebedad se ponga rremedio en ello por que de no lo hazer ansi con el temporal benidero el dho palacio se undira e caerá e con esto se rremedia y pone en su perfezion el dho palazio e casa e se gana e de otra manera se perderá ...
Bernal de Fuentes

Los documentos no vuelven a informar sobre el tema. Si no aparece un nuevo legajo no es posible saber si las obras se realizaron o no.
En 1977 se conservaban los restos de un muro que pertenecían a la torre del antiguo palacio, hecha de calicanto (cantos rodados y cal) y ladrillo, muy cerca de unas pocas casas que subsistían, al este de lo que todavía se consideraba pueblo y cercana al río Zapardiel.

Detalles del despoblado
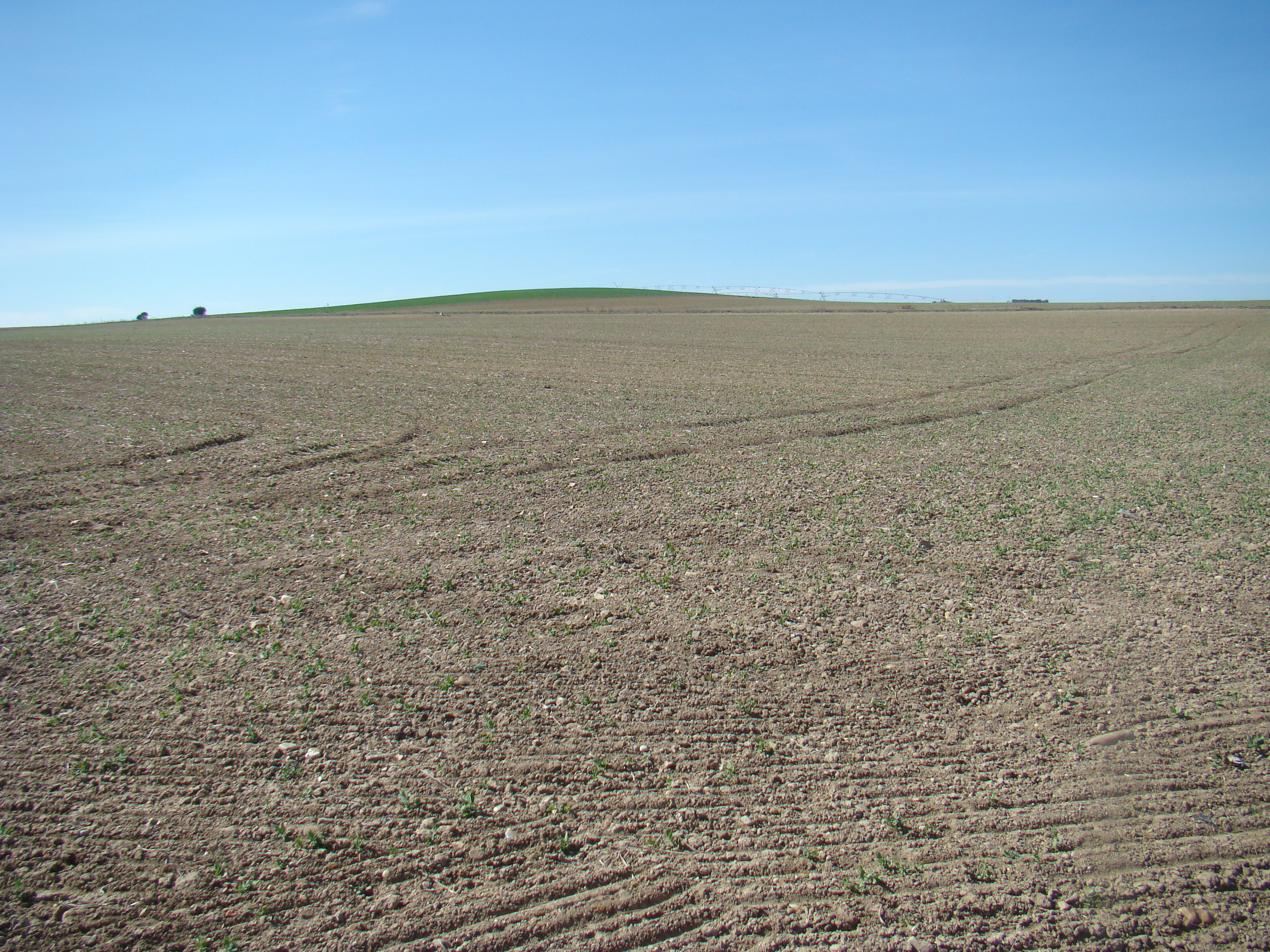
Paisaje en Carrioncillo
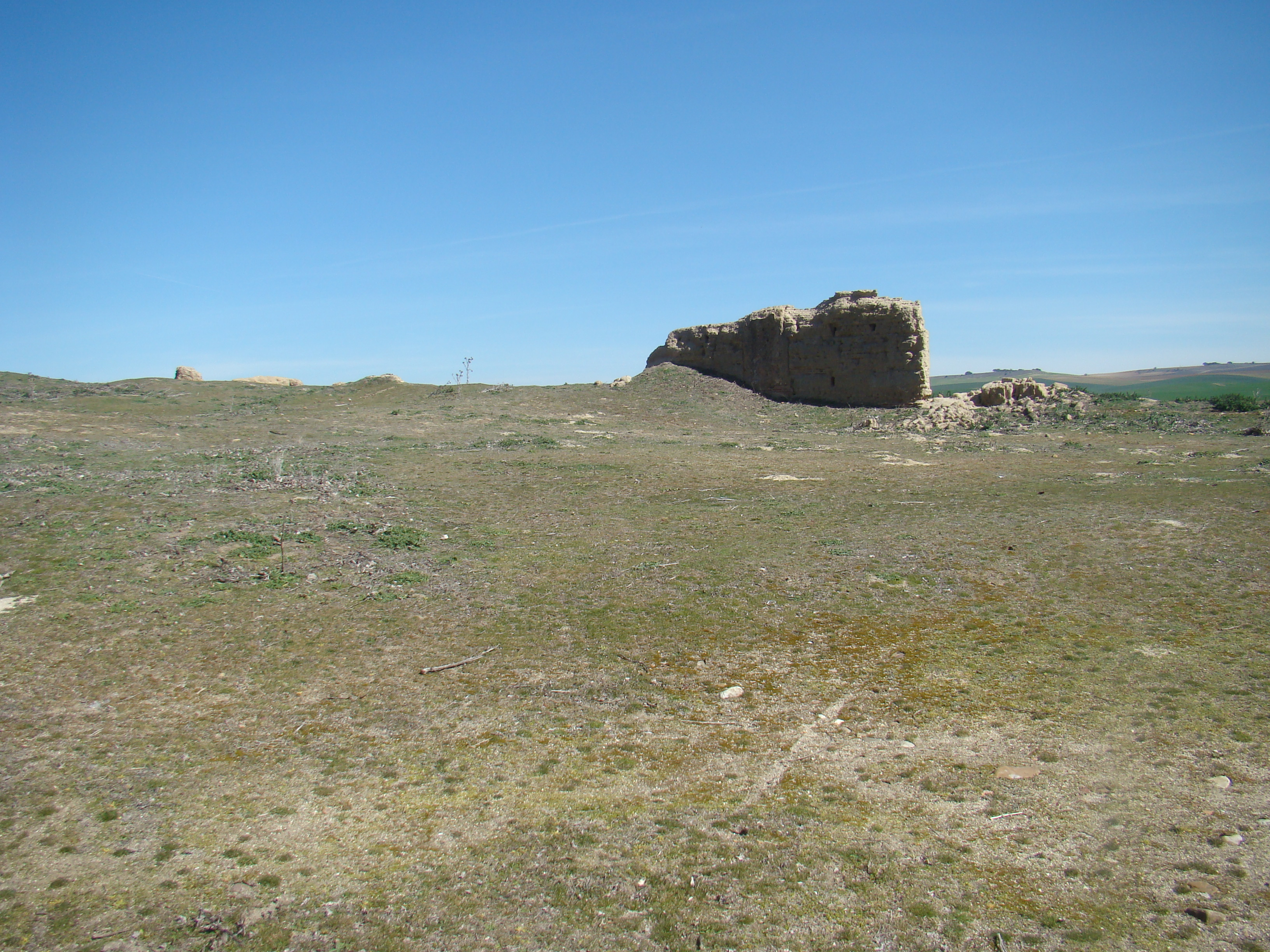
La tierra se va comiendo las ruinas
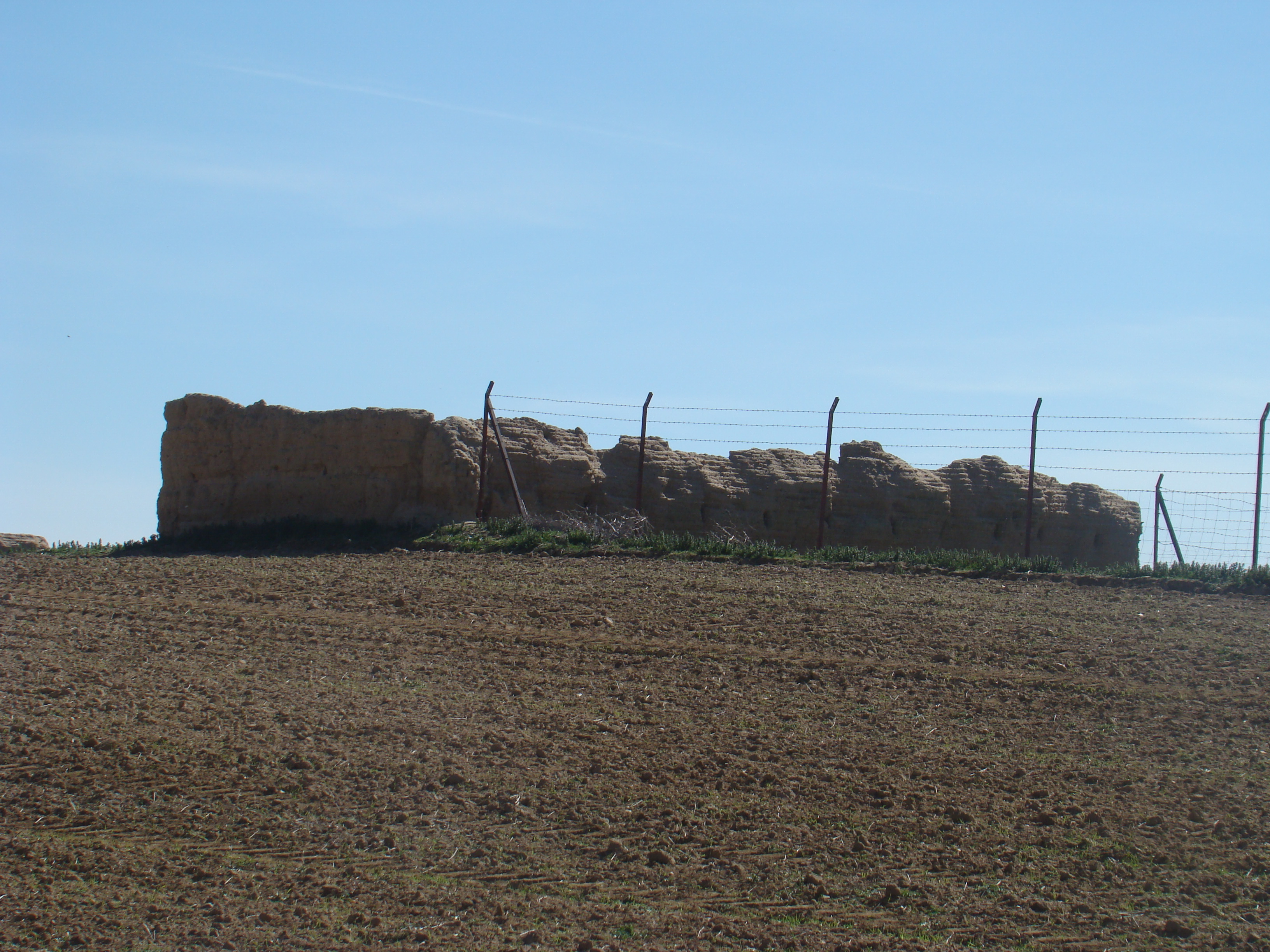
Ruinas protegidas por una alambrada

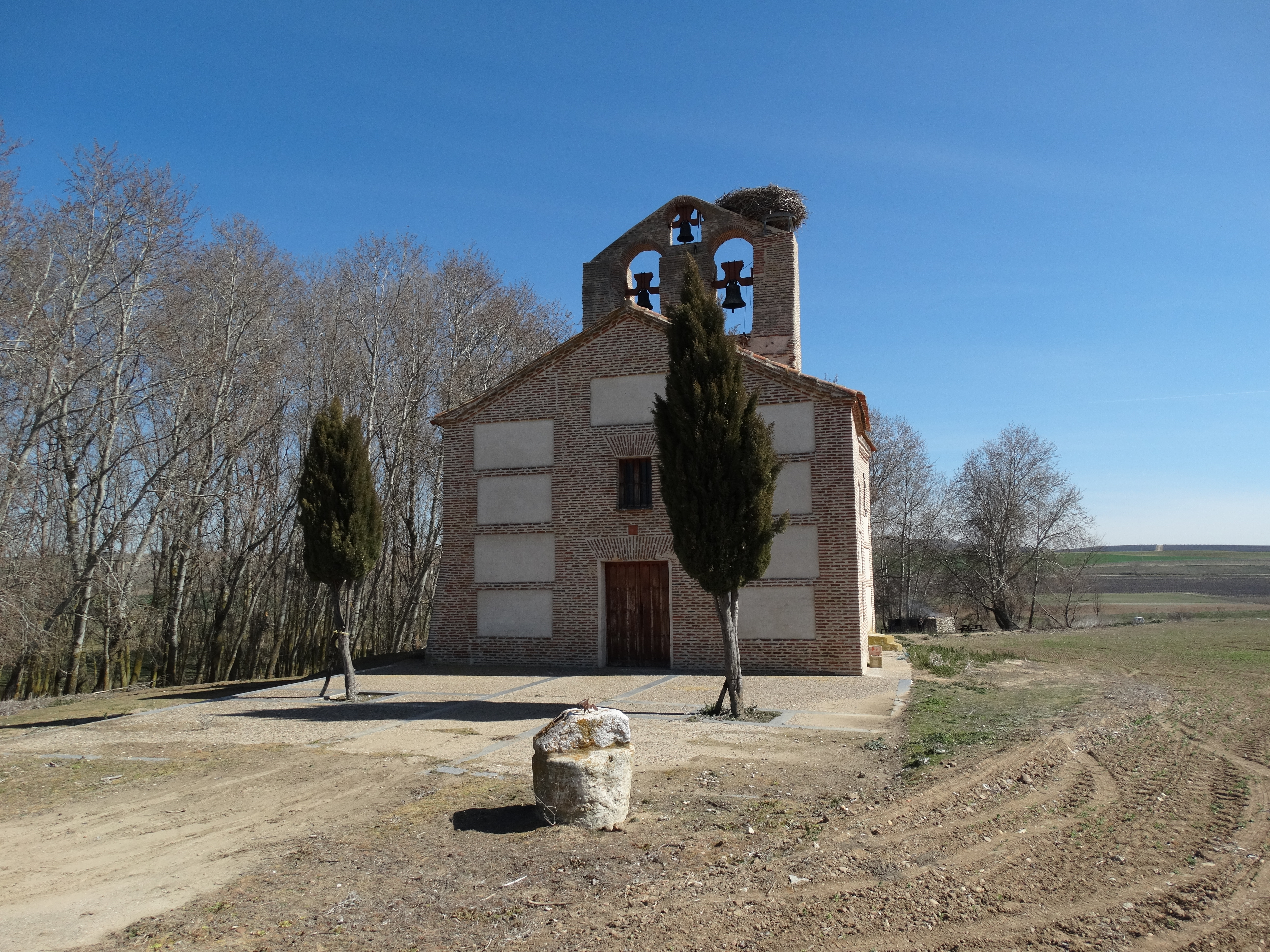
Ermita de Carrioncillo. Se aprecia su espadaña con las tres campanas

### Iglesia de Santa María
Lo que fue iglesia de Santa María es el edificio que se utiliza como ermita para romerías. Estuvo muy arruinado en épocas pasadas pero se restauró con buen criterio. Es un edificio barroco del tamaño de una ermita, construido en ladrillo y grandes placas de hormigón. Tiene una espadaña también de ladrillo, de un cuerpo y tres huecos con tres campanas. La puerta de acceso, adintelada, se abre a los pies. Sobre ella se abre el hueco de una ventana rectangular también adintelada. El entorno está limpio y despejado. En 1970 el historiador de Arte Juan José Martín González alcanzó a ver y pudo catalogar un retablo salomónico de principios del siglo XVII que tenía algunas esculturas: una Virgen con Niño del siglo XIII —que mantenían vestida, según costumbre en muchos lugares—; una talla de San Juan de la Cruz del siglo XVIII; una talla de la Asunción del siglo XVII; y un Cristo del siglo XVII.